# Jordan Majchrzak
Jordan Aleksander Majchrzak (* 8. Oktober 2004 in Zawiercie) ist ein polnischer Fußballspieler, der als Mittelstürmer spielt.

## Karriere

### Vereine
Majchrzak begann seine Karriere in der Jugend bei verschiedenen Vereinen: Warta Zawiercie, AF Silent Dąbrowa Górnicza, MUKP Dąbrowa Górnicza, Rozwój Katowice und Legia Warschau.
Jordan hat einen Vertrag bei Legia Warschau II bis 30. Juni 2025.
Erste Erfahrungen im Seniorenbereich sammelte er bei Legia Warschau II, für die er 13 Spiele absolvierte und ein Tor erzielte. In der Saison 2022/23 wurde er an AS Rom ausgeliehen, für die er ein Spiel in der Serie A bestritt. In der Saison 2023/24 war er an Puszcza Niepołomice  ausgeliehen, für die er in neunzehn Spielen ein Tor erzielte. Ab Februar 2025 spielte er bis zum Saisonende auf Leihbasis für Arka Gdynia.
Am 8. August 2025 wechselte Majchrzak zur zweiten Mannschaft des VfB Stuttgart.

### Nationalmannschaft
Jordan Majchrzak hat in der Polnischen Fußballnationalmannschaft (U-19-Junioren) seine ersten internationalen Erfahrungen gesammelt. Sein Debüt in dieser Altersklasse feierte er am 22. März 2023 während eines U19-EM-Qualifikationsspiels gegen die U19-Auswahl Israels. Unter der Leitung von Trainer Marcin Brosz betrat Majchrzak den internationalen Rasen im Alter von 18 Jahren und 5 Monaten. Insgesamt absolvierte er sechs Spiele für die polnische U19-Mannschaft.
Während der U-19-Fußball-Europameisterschaft 2023 war Jordan Majchrzak ebenfalls aktiv und trug zum Spielgeschehen bei. Er nahm an drei Spielen der Gruppenphase teil, unter anderem gegen Portugal U19 (0:2), Malta U19 (2:0) und Italien U19 (1:1). Man kam über die Gruppenphase nicht hinaus.